# Буммер и Лазарус

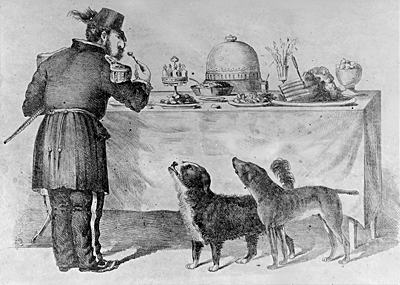
Три бездомных. В карикатуре Эдварда Джампа изображены Буммер и Лазарус, выпрашивающие объедки у императора Нортона

Буммер и Лазарус (англ. Bummer and  Lazarus) — две бездомные собаки, которые бродили по улицам Сан-Франциско в начале 1860-х годов. Персонажи одной из самых ярких легенд Сан-Франциско. Отличались уникальной дружбой. Получили широкую известность за то, что часто сопровождали Нортона I, императора Соединенных Штатов. Статьи о них постоянно появлялись на страницах городских газет, собаки были увековечены в рисунках и карикатурах.

## Биография
В Сан-Франциско, как и в других городах США в то время, была проблема с собаками, находящимися на свободе. В Калифорнии в 1840-х годах собак было почти в два раза больше, чем людей, и, хотя ситуация в Сан-Франциско не достигла такой крайности, большое количество бездомных и одичавших собак создавало проблемы в городе. Собак регулярно травили, отлавливали и убивали. Тем не менее, если собака оказывалась хорошим ловцом крыс или отличилась каким-либо другим образом, у неё были шансы на выживание.

### Встреча
Буммер был чёрно-белым ньюфаундлендом или помесью ньюфаундленда, который обосновался рядом с салуном Фредерика Мартина в 1860 году и быстро проявил себя как исключительный уничтожитель крыс. Его талант крысолова избавил его от участи бывшего хозяина территории Бруно, который был отравлен стрихнином незадолго до появления Буммера. Занимался попрошайничеством, собирая еду у прохожих, посетителей салуна и других заведений на Монтгомери-стрит.
В 1861 году Буммер спас другую собаку из схватки с более крупным противником. Спасённая собака была тяжело ранена, у неё на ноге была глубокая рана, предполагалось, что она не выживет. Буммер уговаривал её поесть, приносил объедки, и прижимался к ней, чтобы согреть её ночью. Раненый пес быстро выздоровел и через несколько дней стал следовать за Буммером, который попрошайничал на улицах. Замечательное выздоровление второй собаки принесло ей имя Лазарус. Новый пес оказался ещё более искусным крысоловом, чем Буммер. Они поражали исключительной командной работой. Однажды они отловили 85 крыс за 20 минут.

### Популярность
Их талант и уникальная дружба были замечены городской прессой. Салун Мартина был излюбленным местом газетчиков и журналистов, поэтому благодаря собакам и их приключениям, у журналистов всегда были свежие истории. Подвиги собак были подробно описаны в калифорнийских газетах. Редакторы соперничали друг с другом в своих попытках придать приключениям пары собак острые ощущения и наделяли их человеческими качествами. Буммер изображался джентльменом, которому не очень повезло в жизни, но все же верным и добропорядочным, в то время как Лазарусу, дворняге, была отведена роль хитрого и корыстного друга-ясновидца. Когда Буммеру всего через пару месяцев прострелили ногу, и Лазарус оставил его, присоединившись к другой собаке — это безмерно взволновало прессу. Писали, что Буммер почувствовал укол неблагодарности из-за того, что его оставила собака, которую он спас от смерти. Лазарус вернулся, когда Буммер выздоровел, и это ещё больше возбудило газетчиков.
Две собаки продолжали бегать по улицам, и когда 14 июня 1862 года Лазаруса схватил на улице смотритель, отлавливающий собак, толпа разъяренных горожан потребовала его освобождения, ходатайствуя о признании Буммера и Лазаруса городской собственностью, чтобы их не могли трогать на улице. Городские смотрители освободили Лазаруса и постановили, что он и Буммер освобождены от городского постановления о борьбе с бездомными собаками. Неделю спустя, как сообщалось в газетах, они помогли остановить сбежавшую лошадь.

### Император Нортон
Двух собак часто видели в компании «Императора Соединенных Штатов», эксцентричного Императора Нортона, и популярная легенда назвала его хозяином Буммера и Лазаруса. Тем не менее, в современных записях нет упоминания об этом, и нет подтверждающих фактов того, что Нортон был их владельцем. Слух, возможно, возник из-за того, что карикатурист Эдвард Джамп часто изображал их троих вместе. В 1950-х годах эта тесная связь все ещё утверждалась различными источниками:
Буммер и Лазарус везде ходили с ним. С 1855 по 1880 год в Сан-Франциско ни одной театральной премьеры не состоялось без того, чтобы три бесплатных билета на первый ряд балкона не были отложены для Буммера, Лазаруса и Нортона I, императора Соединенных Штатов.Самуэль Диксон - San Francisco is My Home

### Смерть Лазаруса
Лазарус был убит в октябре 1863 года. Газеты утверждали, что его ударила лошадь одной из городских пожарных машин, но современные источники говорят, что он был отравлен, когда ему дали мясо с примесью крысиного яда. Сан-Францисканцы назначили награду в 50 долларов за поимку отравителя. Поступило предложение похоронить его на почетном месте вместе с другими великими людьми города. Известные городские представители организовали похоронную процессию. Возможно, это привело к появлению слухов о том, что на похороны Лазаруса явилось больше 30 тысяч жителей Сан-Франциско. Однако, собака не была похоронена, из неё было изготовлено чучело и выставлено за стойкой в салуне Мартина. В Daily Evening Bulletin был опубликован длинный некролог под названием «Плач по Лазарусу», в котором восхвалялись достоинства обеих собак и рассказывалось об их совместных приключениях.

### Смерть Буммера
Буммер продолжал жить один, хотя Марк Твен через год сообщил в Daily Morning Call, что тот взял под свое крыло маленького чёрного щенка. Больше о щенке ничего не было слышно, и без его друга, Лазаруса, Буммер представлял для прессы меньший интерес. Он умер медленной смертью в ноябре 1865 года после того, как его пнул ногой пьяный горожанин Генри Риппи. Буммер все ещё был достаточно популярен, и, чтобы избежать городских волнений, власти города немедленно арестовали Риппи.
После смерти Буммера Джамп создал новую карикатуру, посвященную Буммеру и Лазарусу, а Марк Твен написал пространный некролог в его честь, в котором были слова «он умер в расцвете лет, славы, болезней и блох».
Из Буммера также было сделано чучело и выставлено на всеобщее обозрение. В 1906 году оба чучела были переданы в дар музею парка Золотые Ворота (ныне Мемориальный музей де Янга), где они хранились до тех пор, пока не были уничтожены в 1910 году.

## Память

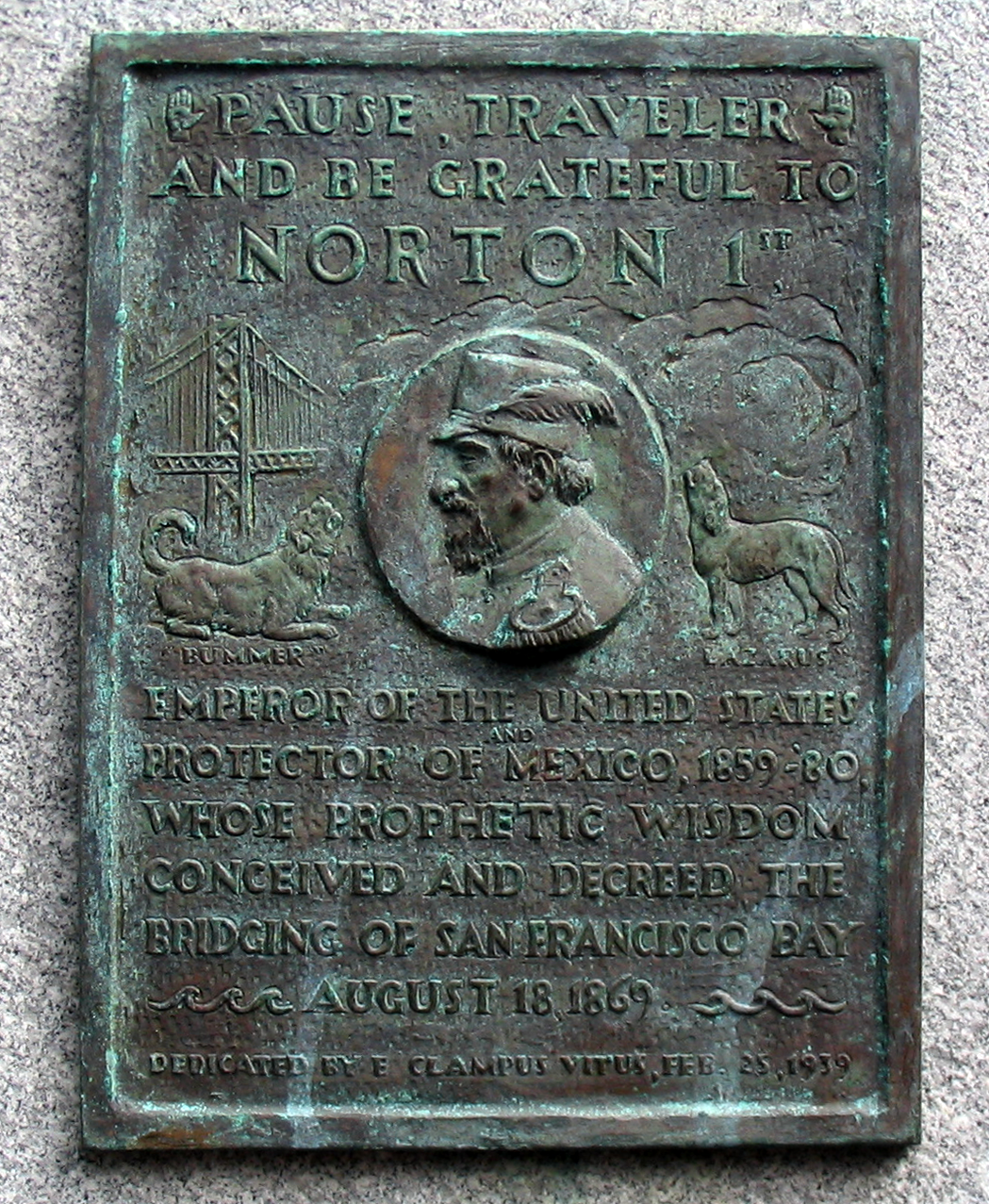
Буммер и Лазарус на памятной плите в честь Нортона I на транспортном терминале в гавани Сан-Франциско. 1939 год

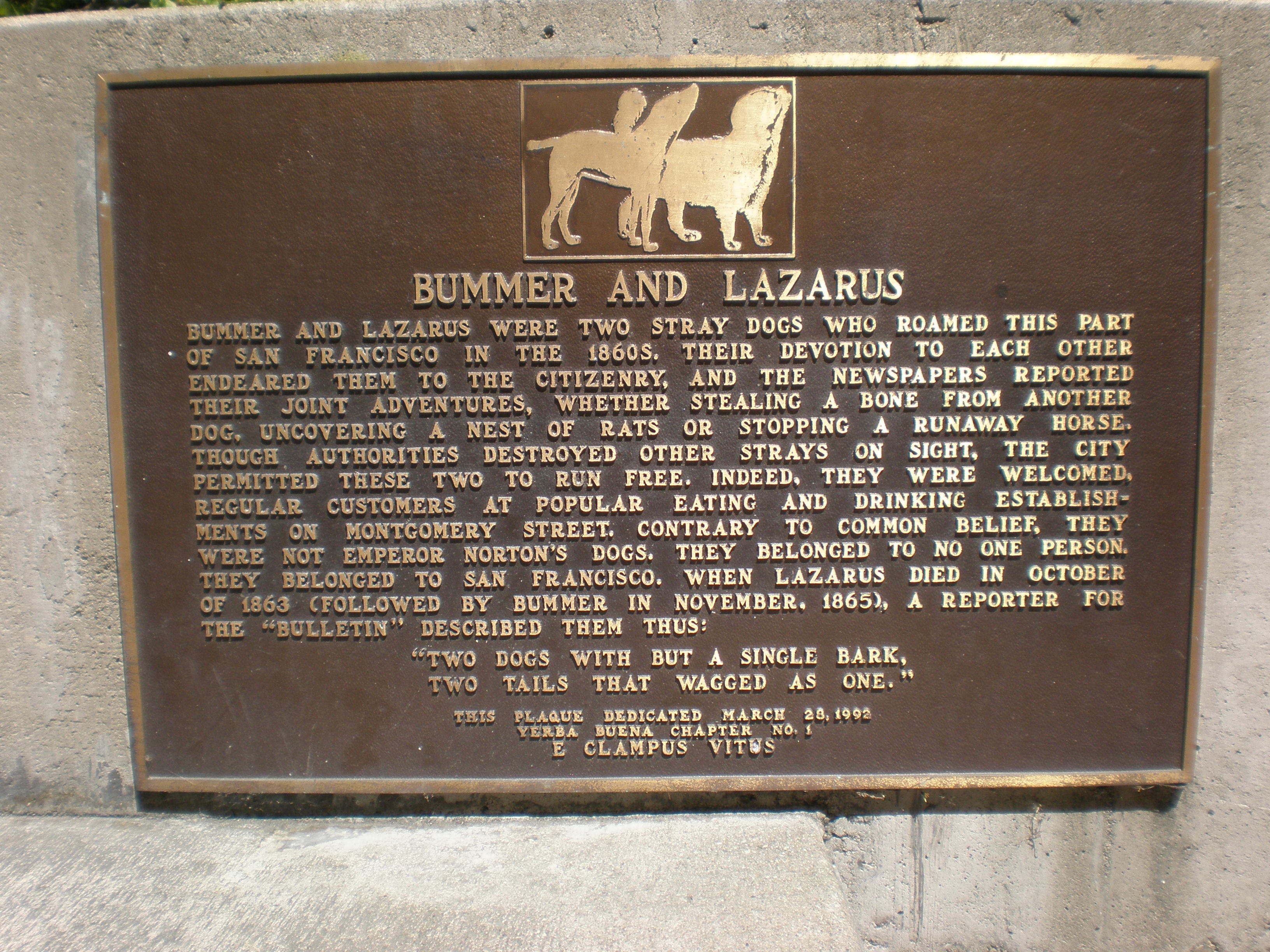
Мемориальная доска, посвящённая Буммеру и Лазарусу

- В 1939 году братством E Clampus Vitus[англ.] на стене транспортного терминала в гавани была установлена памятная плита с надписью: «Остановись, путник, и вырази признательность Нортону I». На плите Нортон I изображён со своими спутниками — Буммером и Лазарусом.
- 28 марта 1992 года в небольшом парке, расположенном рядом с основанием пирамиды Трансамерика, была установлена медная мемориальная доска в память о Буммере и Лазарусе[11].